# 圣阿维塞尼约尔
圣阿维塞尼约尔（法語：Saint-Avit-Sénieur，法語發音：[sɛ̃.t‿avi senjœʁ]）是法国多尔多涅省的一个市镇，属于贝尔热拉克区。

## 地理
圣阿维塞尼约尔（44°46'29"N, 0°48'59"E）面积23.4 平方千米，位于法国新阿基坦大区多爾多涅省，该省份为法国西南部内陆省份，是法國本土面积第三大的省，大致对应佩里戈尔地区，北起顺时针与夏朗德省、上维埃纳省、科雷兹省、洛特省、洛特-加龙省、吉倫特省和滨海夏朗德省接壤。
与圣阿维塞尼约尔接壤的市镇（或旧市镇、城区）包括：莫利耶尔、佩里戈尔地区博蒙图瓦、圣克鲁瓦、蒙费朗迪佩里戈尔、勒比松德卡杜安、布尔尼凯勒、博蒙迪佩里戈尔、拉布克里。

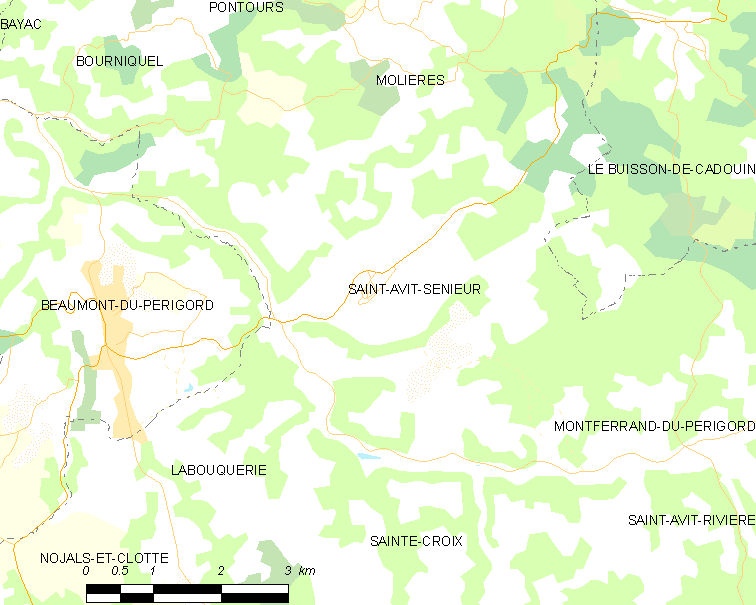
圣阿维塞尼约尔的OSM定位图

圣阿维塞尼约尔的时区为UTC+01:00、UTC+02:00（夏令时）。

## 行政
圣阿维塞尼约尔的邮政编码为24440，INSEE市镇编码为24379。

## 政治
圣阿维塞尼约尔所属的省级选区为拉兰德县。

## 人口

1962-2008年间圣阿维塞尼约尔人口变化图示

圣阿维塞尼约尔于2022年1月1日时的人口数量为416人。